# Polleniopsis deqenensis
Polleniopsis deqenensis är en tvåvingeart som beskrevs av Chen och Fan 1993. Polleniopsis deqenensis ingår i släktet Polleniopsis och familjen spyflugor.
Artens utbredningsområde är Yunnan (Kina). Inga underarter finns listade i Catalogue of Life.